# BROACH
La charge explosive militaire BROACH est une charge creuse en tandem créée par l'équipe BROACH : BAE Systems Global Combat Systems Munitions, Thales Missile Electronics et QinetiQ. BROACH est l'acronyme de « Bomb Royal Ordnance Augmented CHarge ».

## Généralités
Le développement de la charge BROACH commença en 1991, lorsque l'équipe BROACH était constituée de British Aerospace, RO Defence, Thomson-Thorn Missile Electronics et la Defence Evaluation and Research Agency (en). La charge, à deux étages, est constituée d'une charge creuse initiale, chargée de creuser un passage à travers du blindage, du béton ou de la terre, et d'une deuxième charge, plus lourde, dont le rôle est de suivre le chemin de la première et d'exploser à l'intérieur de la cible.
Cette munition est conçue pour permettre à un missile de croisière d'obtenir des degrés de destruction et de pénétration qui n'étaient jusqu'alors possibles qu'avec des bombes guidées par laser.

## Applications
- SCALP-EG / Storm Shadow ;
- AGM-154 Joint Standoff Weapon : Version AGM-154C, à charge unitaire ;
- La BROACH fut évaluée entre 1997 et 1999 comme une charge possible pour le missile AGM-86D CALCM[1], mais elle ne fut finalement pas sélectionnée[2] ;
- SOM : Version B2.